# Farkhunda Zahra Naderi
Farkhunda Zahra Naderi é uma política do Afeganistão. Ela é a assessora do presidente Ashraf Ghani nos Assuntos das Nações Unidas. Naderi foi nomeada para esta posição através de um decreto presidencial, lançado em dezembro de 2016. Anteriormente, serviu como um membro do Conselho Nacional do Afeganistão a partir de 2010 e até 2015, tendo sido eleita como membro do Parlamento Afegão em 2010 durante a Eleição Parlamentar do Afeganistão. Ela foi a única representante feminina do Afeganistão que participou em três conferências consecutivas no Chantilly Conferences, em Paris, em 2010 e 2012.
Naderi foi premiada com o Prémio N-Peace (Programa de Desenvolvimento das Nações Unidas) em julho de 2012.
Em Março de 2013, Naderi obteve a adesão do terceiro Comité Permanente (Direitos Humanos e Democracia) da União Interparlamentar em um processo de eleição na IPU da 128ª Assembleia, realizada no Equador. Na eleição entre os representantes do Afeganistão, Austrália e do Irão, Naderi teve 28 votos de um total de 52, enquanto o australiano e o iraniano tiveram 20 e 3 votos, respectivamente. Ela foi eleita como Presidente da Terceira Comissão Permanente de União Interparlamentar, em Março de 2014, na 130ª Assembleia da UIP. Em dezembro de 2016, ela foi nomeada assessora do Presidente Ashraf Ghani nos assuntos sobre as Nações Unidas.

## Início de vida e educação
Naderi nasceu no dia 19 de abril, 1981. Ela é a filha de Sayed Mansur Naderi, o líder dos afegãos ismaelitas.
Naderi frequentou a escola primária e secundária nas províncias de Baghlan e Cabul e completou o seu bacharelato no Harrow College, em Harrow, em Londres, em 2001. Ela estudou Direito na Westminster International University, em Tashkent, e graduou-se com nota B. Também fez uma pós-graduação na mesma universidade, em 2007.

## Prémios
Naderi foi nomeada pelo PNUD para o Prémio N-Peace de 2012. Ela ganhou o prémio através de um sistema de votação electrónica. A premiação de 2013 foi vencida por outra mulher parlamentar afegã, Massouda Karokhi, que foi indicada por Naderi.